# Emmental-Oberaargau
Emmental-Oberaargau (niem. Verwaltungsregion Emmental-Oberaargau) – region administracyjny w Szwajcarii, w kantonie Berno, o pow. ok. 1021 km², zamieszkany przez ok. 180 tys. osób. Powstał 1 stycznia 2010.

## Podział administracyjny
W skład regionu wchodzą dwa okręgi (Verwaltungskreis):
- Emmental,
- Oberaargau.